# Claude-Max Lochu
Claude-Max Lochu é um artista contemporâneo, pintor e designer formado pela Escola de Belas Artes de Besançon. Nascido em Delle em Franco-Condado em 1951, radicado em Paris e depois em Carrières-sur-Seine por muitos anos, ele agora vive e trabalha em Arles. Expôs nos museus Dole, Gaillac e Faure em Aix-les-Bains onde algumas de suas pinturas fazem parte das coleções.

## Biografia
Claude-Max Lochu estudou pintura na escola regional de belas artes de Besançon (atelier Jean Ricardon), onde se formou em 1975, e expôs pela primeira vez em 1976, em Rabat e Tânger, em Marrocos. Mudou-se para Paris em 1979 e participou do Salon de Montrouge em 1981 e 1982. Durante uma primeira viagem ao Japão em 1982, estudou Sumi-ê, uma técnica de tinta, com o pintor Shiko Itoh. Em 1985 voltou ao Japão para pegar a estrada Tokaido de Hiroshige entre Kyoto e Tóquio, e é inspirado no conceito de fueki ryūkō, permanência e movimento, desenvolvido por Bashō, o poeta Haiku. Inicia assim uma série de pinturas de viagem, como os pintores viajantes que fazem da viagem uma fonte de inspiração. Essa abordagem dará origem às “Maisons du Ciel”, pesquisa sobre o relevo das cidades de Paris, Roma, Lisboa, Amsterdã, Nova York, Londres, Los Angeles e Berlim. Claude-Max Lochu também estuda naturezas-mortas, interiores e paisagens do sul, onde busca poesia em vez de representação. Além de seu trabalho com diferentes galerias, Claude-Max Lochu expôs no museu Dole em 1985 e no museu Faure em Aix-les-Bains em 2000 e 2012.
Em 2000, expôs no Museu Faure o quadro Aix les Bains do Boulevard des Anglais pintura que realiza em sua 1ªexposição em Aix-les-Bains e agora está na entrada do museu. A pintura representa uma visão da cidade em vôo. Em 2012, uma retrospectiva de suas obras aconteceu novamente no museu Faure em Savoy e um retrato de Auguste Rodin passou a integrar as coleções do museu.
Desde 2001, expõe na Accademia libera natura e cultura em Querceto, Itália.
Em 2006, participou do festival Paz e Luz para o projeto de Lama Gyourmé de construir um Templo para a Paz na Normandia com o objetivo de promover a paz mundial e o diálogo inter-religioso.

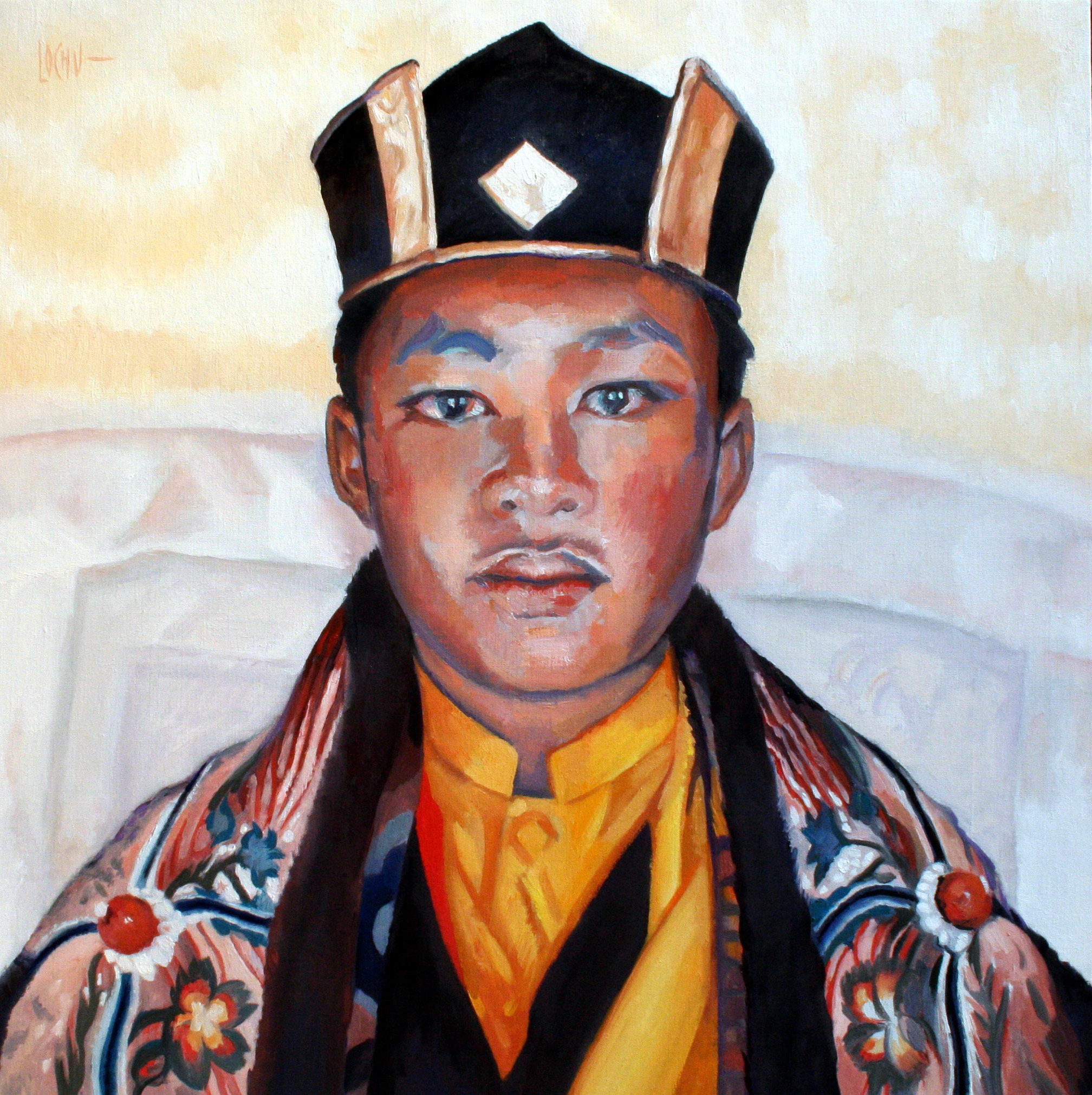
Gyalwa Karmapa, 100 x 100 cm, 2008, óleo sobre tela

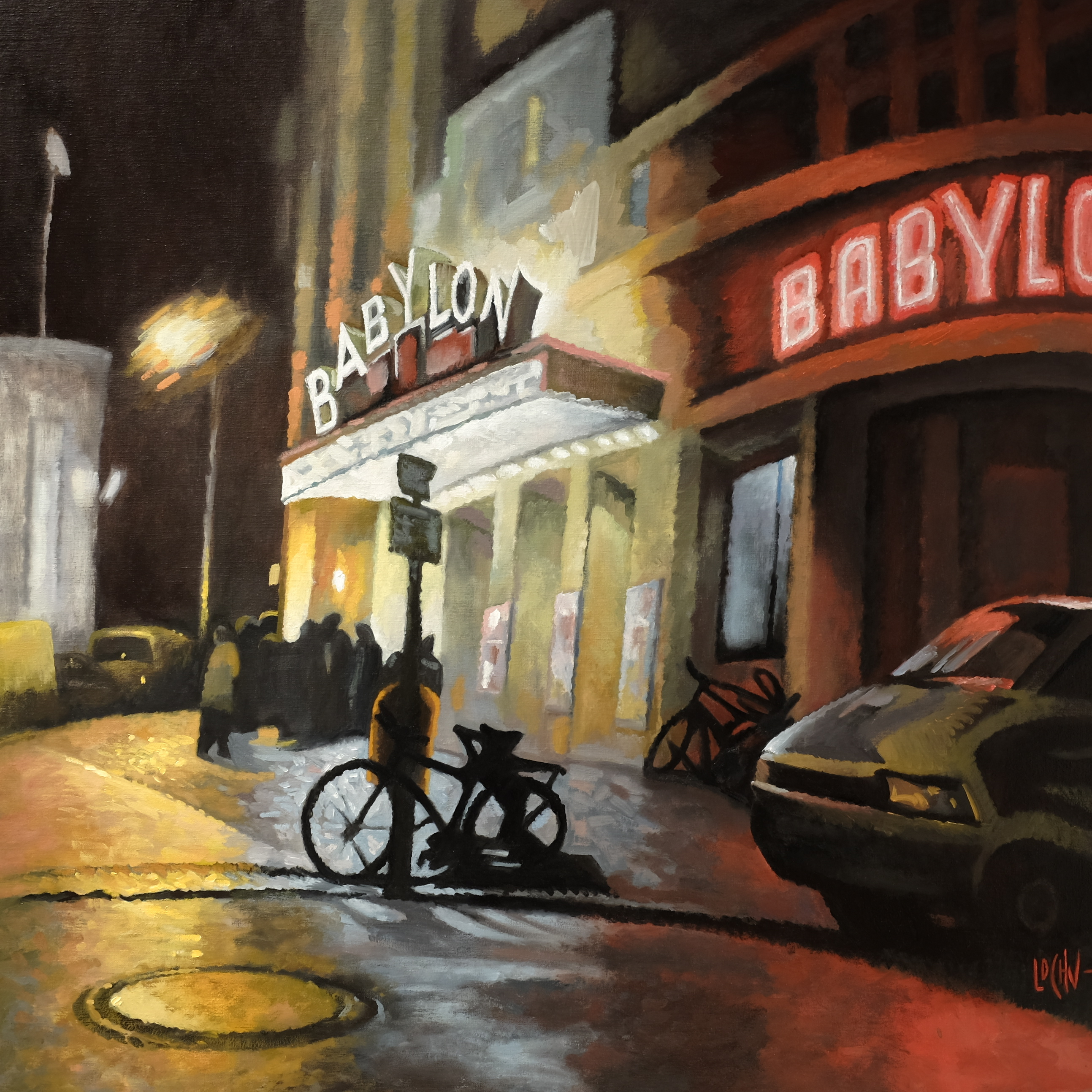
Kino Babylon, 100 x 100 cm, 2017, óleo sobre tela

Em 2013, expôs no Museu de Belas Artes Gaillac no Tarn.
Julho a Setembro de 2013, 26 de seus óleos sobre tela, guaches e desenhos são apresentados no final da visita ao museu Peugeot Adventure em Sochaux in the Doubs.
O posto de turismo do Pays des Impressionnistes, centrado na génese do impressionismo ao longo das margens do Sena, organizou uma visita à sua oficina em Carrières-sur-Seine emJaneiro de 2014.
A oficina-galeria "Les Pissenlits", localizada em Combes, em Doubs, dedica uma exposição denovembro de 2014 no janeiro de 2015.
Dentro março de 2016, expôs na galeria Gavart, rue d'Argenson em Paris.
Em maio e junho de 2017, uma exposição de suas pinturas intitulada Voyages é realizada no centro cultural Jean Vilar em Marly-le-Roi.
De junho a agosto de 2018, é um dos 37 artistas a participar de Jubilons → Jubilez - Retrospective and Perspectives, a última exposição organizada no museu Faure por seu curador, André Liatard · .
Em 2017, mudou-se para Arles, lá produziu uma série de paisagens e expôs na Galerie Cezar em agosto de 2021.

## Publicações
- Catalogue d'exposition de Claude-Max Lochu, 1985, Musée des Beaux-Arts de Dole[23]
- Illustrations de La Princesse qui aimait les chenilles de René de Ceccatty en collaboration avec Ryôji Nakamura, 1987, éditions Hatier, ISBN 2218078589
- Claude Max Lochu : exposition, Aix-les-Bains, Musée Faure, 7 avril-15 mai 2000, éditeur Aix-les-Bains : Musée Faure, 2000, ISBN 2908214075, 9782908214079
- Claude-Max Lochu: Pour solde de tout compte : expositions, Musée Faure, Aix-les-Bains, 7 avril-17 juin 2012 et Musée des beaux-arts, Gaillac, 1er trimestre 2013, éditeur Musée Faure, 2012, ISBN 2357570229, 9782357570221
- Claude-Max Lochu, Bruno Smolarz, Objets intranquilles & autres merveilles, Atéki éditions, 2021, ISBN 9782957345212[24]